# San Escobar

A bandeira fictícia de San Escobar.

San Escobar é um país inexistente, resultado de um erro do Ministro dos Negócios Estrangeiros polaco, Witold Waszczykowski.
Em 10 de janeiro de 2017, Waszczykowski disse aos jornalistas que tinha tido reuniões com autoridades de vários países, com alguns deles "pela primeira vez na história da nossa diplomacia. Por exemplo, com países como Belize ou San Escobar".

## Fundo
A portavoz do governo disse que se tinha tratado de um lapso (de "São Cristóvão e Neves"). Notícias sobre San Escobar apareceram na mídia de vários países.